# ゼーベック効果
ゼーベック効果（ゼーベックこうか、英: Seebeck effect）は物体の温度差が電圧に直接変換される現象で、熱電効果の一種。逆に電圧を温度差に変換するペルティエ効果もある。類似の現象としてトムソン効果やジュール熱がある。ゼーベック効果を利用して温度を測定することができる（→熱電対）。ゼーベック効果、ペルティエ効果は可逆であるが、ジュール熱はそうではない。トムソン効果は、ゼーベック効果やペルチェ効果とも少し違うが、一例としてある。
ゼーベック効果は、1821年にエストニアの物理学者トーマス・ゼーベックによって偶然発見された。ゼーベックは金属棒の内部に温度勾配があるとき、両端間に電圧が発生することに気づいた。
また、2 種類の金属からなるループの接点に温度差を設けると、近くに置いた方位磁針の針が振れることも発見した。これは2種類の金属が温度差に対して異なる反応をしたため、ループに電流が流れ、磁場を発生させたためである。

## ゼーベック効果
異なる金属または半導体に温度差を設けると電圧が発生する。この電圧は温度差 1 K あたり数 μV 程度の大きさである。
右の回路について、発生する電圧は次の式から求められる。
{\displaystyle V=\int _{T_{1}}^{T_{2}}\left(S_{\mathrm {B} }(T)-S_{\mathrm {A} }(T)\right)\,dT}
{\displaystyle S_{\mathrm {A} }} と {\displaystyle S_{\mathrm {B} }} はそれぞれ金属 A, B のゼーベック係数、{\displaystyle T_{1}} と {\displaystyle T_{2}} は 2 つの接点の温度である。ゼーベック係数は非線型で、導体の温度、材質、分子構造に依存する係数である。ゼーベック係数が測定する温度範囲で一定であると見なせるならば、上の式は下の式のように近似することができる。
{\displaystyle V=(S_{\mathrm {B} }-S_{\mathrm {A} })\cdot (T_{\mathrm {2} }-T_{\mathrm {1} }).}
このような熱電対を使えば、温度差を直接測定したり、一方の温度を既知のものに定めることでもう一方の絶対温度を測定することができる。
ゼーベック効果は2つの効果、荷電粒子の拡散およびフォノンドラッグ効果によって起こる。

### ゼーベック係数 (Thermopower)
2 点間の温度差が小さい場合、
{\displaystyle T_{2}=T_{1}+\Delta T\,}
そして端点間の電位差 ΔV とすると、熱電対全体のゼーベック係数は次のように定義される:
{\displaystyle S_{\mathrm {AB} }=S_{\mathrm {B} }-S_{\mathrm {A} }=\lim _{\Delta T\to 0}{\Delta V \over \Delta T}}
電場 E と温度勾配 {\displaystyle \nabla T} を使って書き直すと、
{\displaystyle S={E \over \left|\nabla T\right|}}
超伝導体のゼーベック係数は 0 であり、これを使って熱電対を作ると、他の物質のゼーベック係数を直接測定することができる。熱電対全体のゼーベック係数が対象とする物質のそれとなる。
半導体では、ゼーベック係数の符号によってキャリアが電子（電荷が負）か正孔（電荷が正）かを判断することができる。

### 荷電粒子の拡散
物質中のキャリア（例えば金属中の電子、半導体中の電子と正孔、イオン）は、常に移動しており、熱い端にいるキャリアは、冷たい端のほうへ、冷たい端にいるキャリアは、熱い端のほうへと拡散しようとする。もし熱い端と冷たい端のキャリアが同じように拡散するならば、行き来する電荷の正味の移動は打ち消しあってゼロとなり、電流は流れない。しかし、移動するキャリアは、格子振動（フォノン）によって散乱を受け、移動度が低下する。格子振動は、温度が高くなると大きくなるため、温度差のある部分間のキャリアの行き来は不均衡となり、電位差が生じる。

### フォノン・ドラッグ
フォノンはいつも局所的な熱平衡にあるわけではない。温度勾配があるとそれに従って運動する。その間に電子や他のキャリアとの相互作用、および格子欠陥の影響で運動量を失う。もしフォノン－電子相互作用が優勢ならば、フォノンは電子を物体の端から端まで押し動かしながら、その過程で運動量を失っていく。この過程はすでにある熱電場をさらに強めるように働く。フォノン・ドラッグの寄与はフォノン－電子散乱が顕著となる温度領域で重要になる。それはおよそ次のようなオーダーである。
{\displaystyle T\approx {1 \over 5}\theta _{D}}
{\displaystyle \theta _{D}} はデバイ温度である。より低温ではフォノン・ドラッグを担うフォノン自体が少なく、より高温では電子との相互作用よりも先にフォノン同士の相互作用で運動量を失ってしまう。 